# 鄭人維
鄭人維（1987年4月6日—）是前臺灣男子籃球運動員，主要位置為小前鋒，因運動後、緊張、害羞時容易臉紅，而有了「Qoo」這個綽號。

## 生平
在高中時期曾與隊友一同帶領南山高中奪下睽違9年的高中籃球聯賽（HBL）總冠軍，並與強恕中學的蘇翔翊、再興中學的左從凱及簡嘉宏並稱高中籃球聯賽的F4。後於2005年加入超級籃球聯賽（SBL）東森羚羊。鄭人維在超級籃球聯賽中漸漸展露頭角，在第七季超級籃球聯賽更與洋將尚恩（Shawn Hawkins）組成「尚Q連線」，並且在2010年2月5日與台銀的一戰繳出當下生涯最高得分34分。2014年第十一季超級籃球聯賽榮獲年度第六人的獎項。

## 外部連結
- 鄭人維在fiba.basketball（英语）
- 鄭人維在Eurobasket.com（球員）（英语）